# Oxyopes modestus
Oxyopes modestus är en spindelart som beskrevs av Simon 1876. Oxyopes modestus ingår i släktet Oxyopes och familjen lospindlar.
Artens utbredningsområde är Kongo. Inga underarter finns listade i Catalogue of Life.